# Opuntia bisetosa
Opuntia bisetosa ist eine Pflanzenart in der Gattung der Opuntien (Opuntia) aus der Familie der Kakteengewächse (Cactaceae). Das Artepitheton bisetosa leitet sich von den lateinischen Worten bi- für ‚zwei‘ sowie setosus für ‚borstig‘ ab.

## Beschreibung
Opuntia bisetosa wächst strauchig, verzweigt von der Basis her und erreicht Wuchshöhen von bis zu 1,2 Meter. Die hellgrünen, eiförmigen bis länglichen Triebabschnitte sind bis zu 36 Zentimeter lang und 18 Zentimeter breit. Die auf ihnen befindlichen Blattrudimente sind 4 bis 5 Millimeter lang. Die Areolen stehen 3 bis 4 Millimeter voneinander entfernt. Der einzelne Mitteldornen ist abstehend verdreht, nadelig und bis zu 5 Zentimeter lang. Die acht bis zehn kräftigen Randdornen sind weiß. 
Die gelben Blüten erreichen eine Länge von bis zu 6,5 Zentimeter und einen Durchmesser von 5 Zentimeter. Die Früchte werden bis zu 5 Zentimeter lang und weisen einen Durchmesser von 2,2 Zentimeter auf.

## Verbreitung und Systematik
Opuntia bisetosa ist in Venezuela im Bundesstaat Lara verbreitet.
Die Erstbeschreibung erfolgte 1936 durch Henri François Pittier.
Opuntia bisetosa ist nur unzureichend bekannt.

## Nachweise